# الأحقاف
الأحقاف جمع حِقْف، وهو الكثيب المعوج من الرمل. وقيل ما استطال من الرمال كهيئة الجبل. وقد ذكرت الأحقاف في القرآن إشارة إلى الموضع الذي أنذر فيه النبي هود عليه السلام قومه.

## في القرآن
سميت سورة باسمها وهي سورة الأحقاف قال الله تعالى فيها: ﴿وَاذْكُرْ أَخَا عَادٍ إِذْ أَنْذَرَ قَوْمَهُ بِالْأَحْقَافِ وَقَدْ خَلَتِ النُّذُرُ مِنْ بَيْنِ يَدَيْهِ وَمِنْ خَلْفِهِ أَلَّا تَعْبُدُوا إِلَّا اللَّهَ إِنِّي أَخَافُ عَلَيْكُمْ عَذَابَ يَوْمٍ عَظِيمٍ ۝٢١﴾ [الأحقاف:21]. والأحقاف المذكورة في القرآن هي موضع من ديار قوم عاد الذين أُرسل إليهم النبي هود ليدعوهم إلى عبادة الله.

## الموقع
اختلف المفسرين في موقع الأحقاف الواردة في القرآن إلى عدة أقوال منها:
- صحراء النفود الكبير:

| صورة من الفضاء لكثبان رمال صحراء النفود شمال الجزيرة العربية |

- صحراء مصر:

| الكثبان الرملية لبحر الرمال الأعظم بالقرب من سيوة | صورة من الفضاء لكثبان بحر الرمال العظيم في مصر |

- صحراء الدهناء:

| الكثبان الرملية لصحراء الدهناء | صورة من الفضاء لصحراء الدهناء |

- صحراء الربع الخالي:

| الكثبان الرملية لصحراء الربع الخالي | صورة من الفضاء لصحراء الربع الخالي |

- وادي حضرموت:

وقد كان وادي حضرموت قديما وحديثا يسمى بوادي الأحقاف، وقد كان معروفا في عهد الجاهلية وما قبله، ثم في العهود الإسلامية.
- قال الإصطخري في كتابه «مسالك الممالك»: «وحضرموت في شرقي عدن بقرب البحر، وبها رمال كثيرة تعرف بالأحقاف، وحضرموت في نفسها مدينة صغيرة ولها أعمال عريضة، وبها قبر هود النبي عليه السلام، وبقربها برهوت بئر عميقة لا يكاد يستطيع أحد أن ينزل إلى قعرها».[15]
- وقال شمس الدين المقدسي في كتابه «أحسن التقاسيم في معرفة الأقاليم»: «وحضرموت هي قصبة الأحقاف موضوعة في الرمال عامرة نائية عن الساحل آهلة لهم في العلم والخير رغبة إلّا أنهم شراة شديد سمرتهم».[16]
- وقال ياقوت الحموي في كتابه «معجم البلدان»: «وحضرموت ناحية واسعة في شرقي عدن بقرب البحر، وحولها رمال كثيرة تعرف بالأحقاف، وبها قبر هود عليه السلام».[17]
- وقال الهمداني في كتابه «صفة جزيرة العرب»: «ثوبة قرية بسُفلى حضرموت في وادٍ ذي نخل، ويفيض وادي ثوبة إلى بلد مهرة، وحيث قبر هود النبي عليه السلام وقبره في الكثيب الأحمر، ثم منه في كهف مشرف في أسفل وادي الأحقاف وهو وادٍ يأخذ من بلد حضرموت إلى بلد مهرة مسيرة أيام، وأهل حضرموت يزورونه هم وأهل مهرة في كل وقت».[18]
- وقال ابن خلدون في كتابه «العبر وديوان المبتدأ والخبر»: «(بلاد حضرموت) قال ابن حوقل: هي في شرق عدن بقرب البحر ومدينتها صغيرة، ولها أعمال عريضة، وبينها وبين عمان من الجهة الأخرى رمال كثيرة تعرف بالأحقاف، وكانت مواطن لعاد، وبها قبر هود عليه السلام».[19]